# Let Me Entertain You
"Let Me Entertain You" é uma canção escrita por Robbie Williams e Guy Chambers, gravada pelo cantor Robbie Williams.
É o quinto e último single do álbum de estreia lançado a 29 de Setembro de 1997, Life thru a Lens.

## Paradas
| Parada (1998) | Posições |
| ------------- | -------- |
| Reino Unido   | 3        |
| Irlanda       | 13       |
| Nova Zelândia | 33       |
| Países Baixos | 42       |
| Austrália     | 46       |